# Vasile Pavel (politician)
Vasile Pavel (n. 7 decembrie 1955) este un fost deputat român în legislatura 1996-2000, ales în județul Bacău pe listele partidului PNȚCD. Vasile Pavel a fost membru în grupurile parlamentare de prietenie cu Regatul Suediei și Republica Venezuela.